# Joel Negron
Joel Negron ist ein US-amerikanischer Filmeditor.

## Leben
Joel Negro gab sein Debüt als Filmeditor bei Ulli Lommels Spielfilmen Heaven and Earth und Warbirds. Gemeinsam mit Chris Lebenzon schnitt er 1999 Tim Burtons Horrorfilm Sleepy Hollow. Mit Lebenzon arbeitete er 2002 erneut für den Schnitt des Actionfilms xXx – Triple X und 2005 für die Komödie Der Herr des Hauses zusammen.
Eine langjährige Zusammenarbeit verbindet Negron mit Regisseur Jaume Collet-Serra, für den er die Filme House of Wax, The Shallows – Gefahr aus der Tiefe und Jungle Cruise schnitt. Seit 2009 arbeitete Negron auch wiederholt mit Michael Bay zusammen, für dessen Filme Transformers – Die Rache, Transformers 3 und Pain & Gain er den Filmschnitt verantwortete. Für Regisseur Taika Waititi schnitt Negron den Marvel-Film Thor: Tag der Entscheidung sowie die beiden zugehörigen One-Shots Team Thor und Team Thor: Teil 2. Sein Schaffen umfasst mehr als zwei Dutzend Produktionen.
2023 schnitt Negron Elizabeth Banks′ Horrorkomödie Cocaine Bear.
Er ist Mitglied der American Cinema Editors.

## Filmografie
- 1987: Heaven and Earth
- 1989: Warbirds
- 1992: Live the Life You Love
- 1999: Sleepy Hollow
- 2002: xXx – Triple X (xXx)
- 2005: Der Herr des Hauses (Man of the House)
- 2005: House of Wax
- 2006: Spiel auf Bewährung (Gridiron Gang)
- 2006: Texas Chainsaw Massacre: The Beginning (The Texas Chainsaw Massacre: The Beginning; Co-Editor)
- 2007: Invasion (The Invasion)
- 2008: Die Mumie: Das Grabmal des Drachenkaisers (The Mummy: Tomb of the Dragon Emperor)
- 2009: Transformers – Die Rache (Transformers: Revenge of the Fallen)
- 2010: Karate Kid (The Karate Kid)
- 2011: Transformers 3 (Transformers: Dark of the Moon)
- 2012: 21 Jump Street
- 2013: Pain & Gain
- 2014: Teenage Mutant Ninja Turtles
- 2016: The Nice Guys
- 2016: The Shallows – Gefahr aus der Tiefe (The Shallows)
- 2016: Team Thor (Kurzfilm)
- 2017: Team Thor: Teil 2 (Team Thor: Part 2; Kurzfilm)
- 2017: Thor: Tag der Entscheidung (Thor: Ragnarok)
- 2018: Superfly
- 2021: Jungle Cruise
- 2022: The Afterparty (Fernsehserie, 8 Episoden)
- 2023: Cocaine Bear